# 突丘拉森林戰役
突丘拉森林戰役 (德語：Schlacht in der Tucheler Heide)指的是1939年入侵波蘭時在一系列首輪戰役的其中之一。戰鬥開始於9月1日和接著在德軍取得主要勝利下於9月5日結束。由於波方缺乏協調、在指揮部隊方面表現不佳和德軍在人數和戰術上的優勢，德國人成功地削弱波蘭的在波美拉尼亞的部隊及把東普魯士與德國本土連接起來，攻佔了波蘭走廊。

## 戰役之前
突丘拉森林 (波蘭語：Bory Tucholskie）位於西普魯士，根據1920年凡爾賽條約位於波蘭走廊，是一個大型森林地區。由於其地勢崎嶇，波蘭人認為這裡是很好的防守地形。德軍，另一方面，有其“軍事小組”演習地區在該地，直到1919年，並對它十分熟悉，如海因茨·古德里安，他是出生在附近的庫恩。
波蘭軍隊在戰區的部隊主要是波美拉尼亞軍團：由Józef Werobej上校指揮的第9步兵師、Juliusz Drapella將軍的第27步兵師和斯坦尼斯·防雷-斯科特尼茨基將軍的切爾斯克行動組。  
德國軍隊在戰區的部隊主要是第4軍團，由京特·馮·克魯格指揮，包括第19裝甲軍（由海因茨·古德里安將軍指揮）和阿道夫·施特勞斯的第2軍。這些單位是西波美拉尼亞為基地。
第19裝甲軍由保羅·貝德爾將軍的第2機械化師、毛里茨·馮·维克托林將軍的第20機械化師和利奧·蓋爾·馮·施韋彭堡將軍的第3裝甲師。第2軍包括2個步兵師：沃爾特·利歇爾將軍的第3步兵師和弗蘭茲·伯默將軍的第32步兵師。

## 戰況
儘管波蘭獲得幾個戰術上的勝利，其中包括9月1日著名的克羅揚蒂遭遇戰，是一次著名的波蘭騎兵衝鋒，及在近霍伊尼採擊毀了德國的裝甲列車，但德國軍隊能夠迅速推進。
並非所有的波蘭軍隊在9月1日已被部署在陣地上和德軍的進攻令波蘭軍隊產生了錯覺。此外，通信問題意味著波蘭部隊不能採取團結一致的行動。波蘭人因被更多的德軍摩托化和裝甲部隊追擊而被迫放棄反擊和撤退的計劃。德軍有大量的裝甲部隊支援，其中包括超過300多輛坦克由著名裝甲專家海因茨·古德里安將軍指揮。
大多數波蘭軍隊在9月3日被包圍。其中一些被消滅，而其他人則設法向比得哥什突圍。

## 總結
大多數波蘭軍隊在9月5日被消滅。德軍能夠突破波蘭走廊。一些德國軍隊被下令掃蕩在波羅的海海岸幾個波蘭人仍在抵抗的包圍圏，而另一些則繼續向東南部推進，深入到波蘭領土上。
在9月6日，阿道夫·希特勒探訪古德里安，並祝賀他的迅速進展。

## 附加參考
- Steven J. Zaloga, Polish Army, 1939-1945, Osprey Publishing, 1982, ISBN 0-85045-417-4,  （页面存档备份，存于）

## 外部連結
- （波兰語） Bitwa w Borach Tucholskich